# Étoile polaire
Pour les articles homonymes, voir Étoile polaire (homonymie).

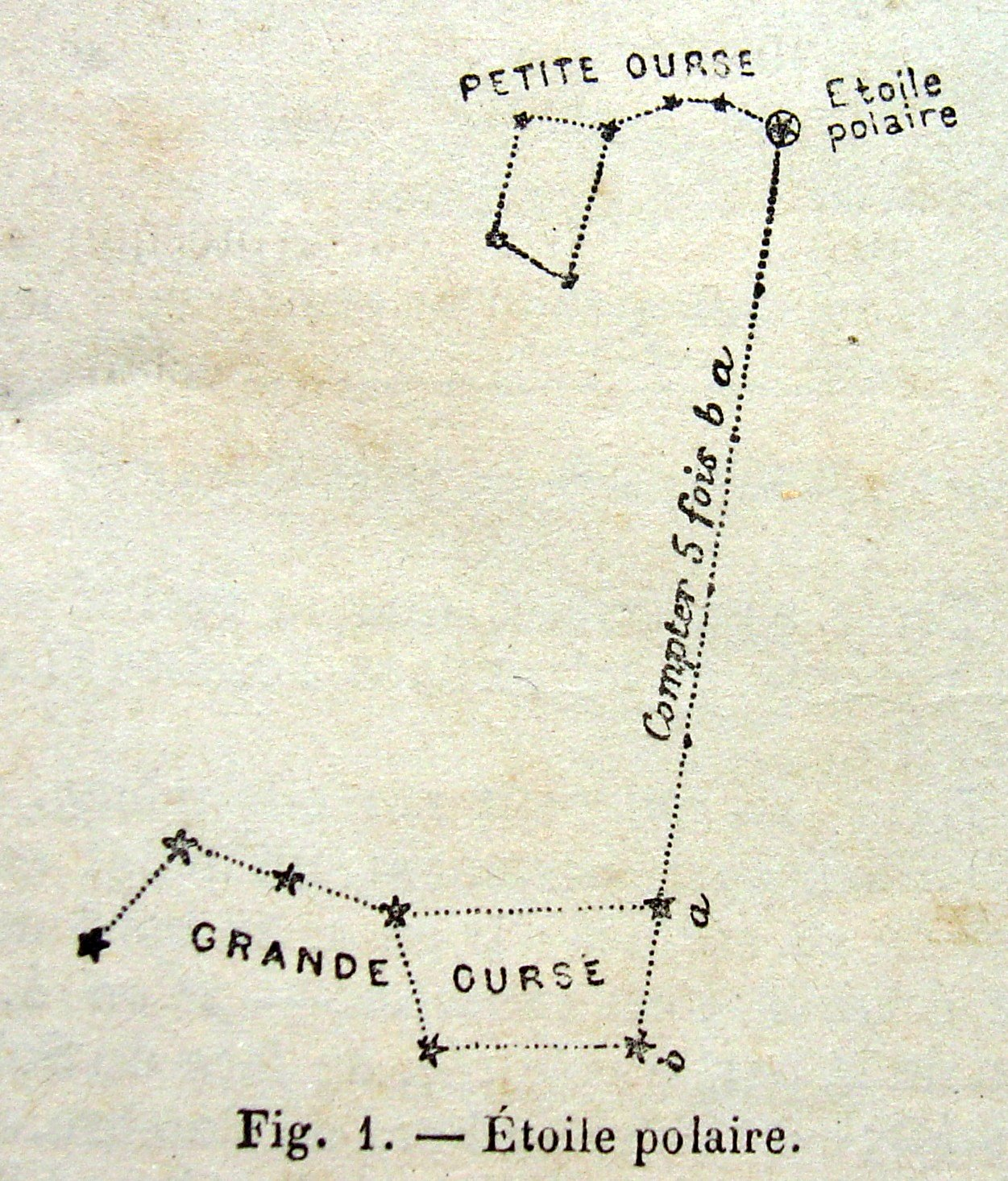
Localiser l'étoile polaire de l'hémisphère nord, Alpha Ursae Minoris, depuis la Grande Ourse.

Une étoile polaire est, de façon générale en astronomie, une étoile visible à l’œil nu se trouvant approximativement dans l'alignement de l’axe de rotation d’une planète, en particulier la Terre.
Actuellement, l’étoile polaire dans l’hémisphère nord de la Terre est Alpha Ursae Minoris (α UMi), l’étoile la plus brillante de la constellation de la Petite Ourse, appelée aussi pour cette raison l'étoile Polaire (avec un P majuscule) en français ou Polaris en latin. 
De nos jours dans l'hémisphère sud, il n'existe pas d'étoile polaire. L'étoile Sigma Octantis (σ Oct, Polaris Australis), pourtant très proche de l'axe de rotation de la Terre est difficile à repérer à cause de sa magnitude faible. 
Dans le but de localiser le pôle céleste Sud, ainsi que la direction du Sud, on recourt à des repères indirects, notamment à partir de la constellation de la Croix du Sud (voir plus bas). 
L'idée parfois avancée d'utiliser Beta Hydri, de la constellation de l'Hydre mâle, comme étoile polaire Sud au motif de son éclat important est une approximation inadaptée dans la majorité des cas. En cause, son éloignement de presque 13° du pôle céleste sud fait qu'on ne peut trouver la direction du Sud qu'avec une incertitude de plus ou moins 13° sur l'horizon, soit une marge d'erreur de près de 26° ! 

## Description
Du fait de son alignement avec l’axe de rotation, une étoile polaire est perçue comme immobile par un observateur situé sur la planète, tandis que les autres étoiles visibles semblent décrire un mouvement circulaire autour de l’étoile polaire pendant la nuit.
Une étoile polaire est située près d’un des pôles célestes ; en navigation astronomique, sa position est un indicateur fiable de la direction d’un pôle géographique, et son altitude angulaire permet de déterminer la latitude.
Potentiellement, une planète possède deux étoiles polaires, une pour le pôle nord et l’autre pour le pôle sud, mais leur existence dépend de la configuration des étoiles : il peut ne pas y avoir d’étoile suffisamment visible à l’œil nu dans la direction d’un pôle. C'est d'ailleurs le cas actuellement dans l'hémisphère sud terrestre, où l'on localise, avec une marge d'erreur inférieure à trois degrés, le pôle céleste sud en prolongeant, en imagination, le pied de la constellation de la Croix du Sud d'une distance équivalente à quatre fois celle séparant les deux étoiles qui le constituent (le nom de la constellation de la Croix du Sud s'explique par ce rôle indispensable aux anciens navigateurs).

## Orthographe "étoile polaire" ou "étoile Polaire" (majuscule)

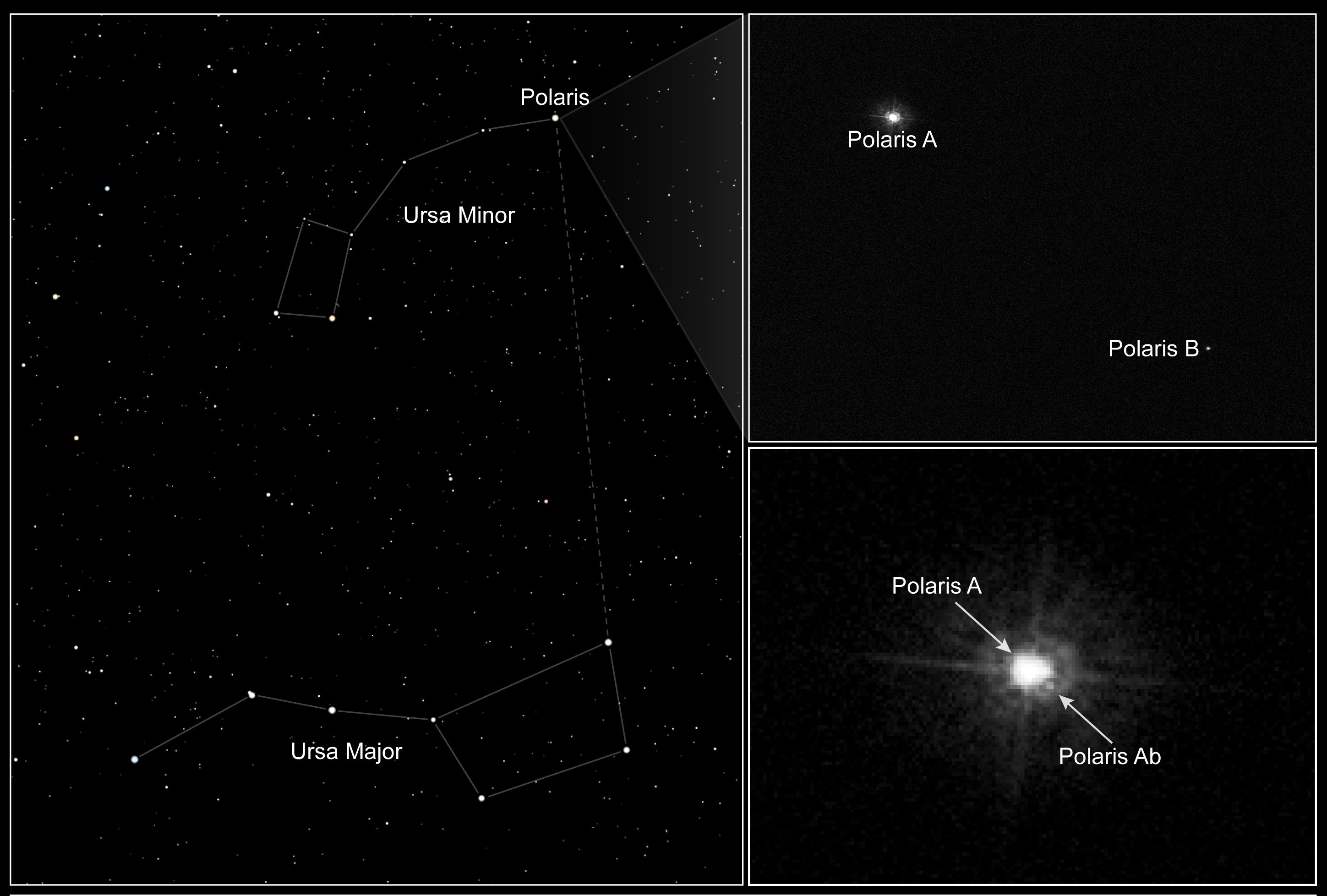
Étoile principale de la grande ourse

Le terme étoile polaire correspond à deux définitions qui se rejoignent parfois, non systématiquement.
Lorsqu'on parle d'une étoile qui est définie comme étant "polaire" du fait qu'elle se trouve dans le prolongement de l'axe de rotation d'un astre, soit à l'aplomb du pôle géographique nord ou sud de l'astre, il s'agit d'un nom commun. Le mot "polaire" n'a donc là pas besoin d'une majuscule.
En outre, lorsqu'on parle de l'étoile alpha de la constellation de la Petite Ourse (Alpha Ursae Minoris ou α UMi), dont la dénomination internationale est Polaris, on emploie souvent son nom propre français étoile Polaire. La majuscule porte sur le nom propre "Polaire", non sur le mot "étoile".
L'étoile alpha de la Petite Ourse s'appelle étoile Polaire (nom propre en français) parce que c'est l'actuelle étoile polaire nord (nom commun) de la Terre et qu'on ne lui a pas conservé, en langue française, d'autres noms propres que celui qui correspond actuellement à sa fonction de repérage dans le ciel nocturne. Rappelons que la lettre grecque alpha n'est pas le nom propre de l'étoile, mais indique son classement par éclat décroissant selon la désignation de Bayer.

## Changements séculaires d’étoiles polaires

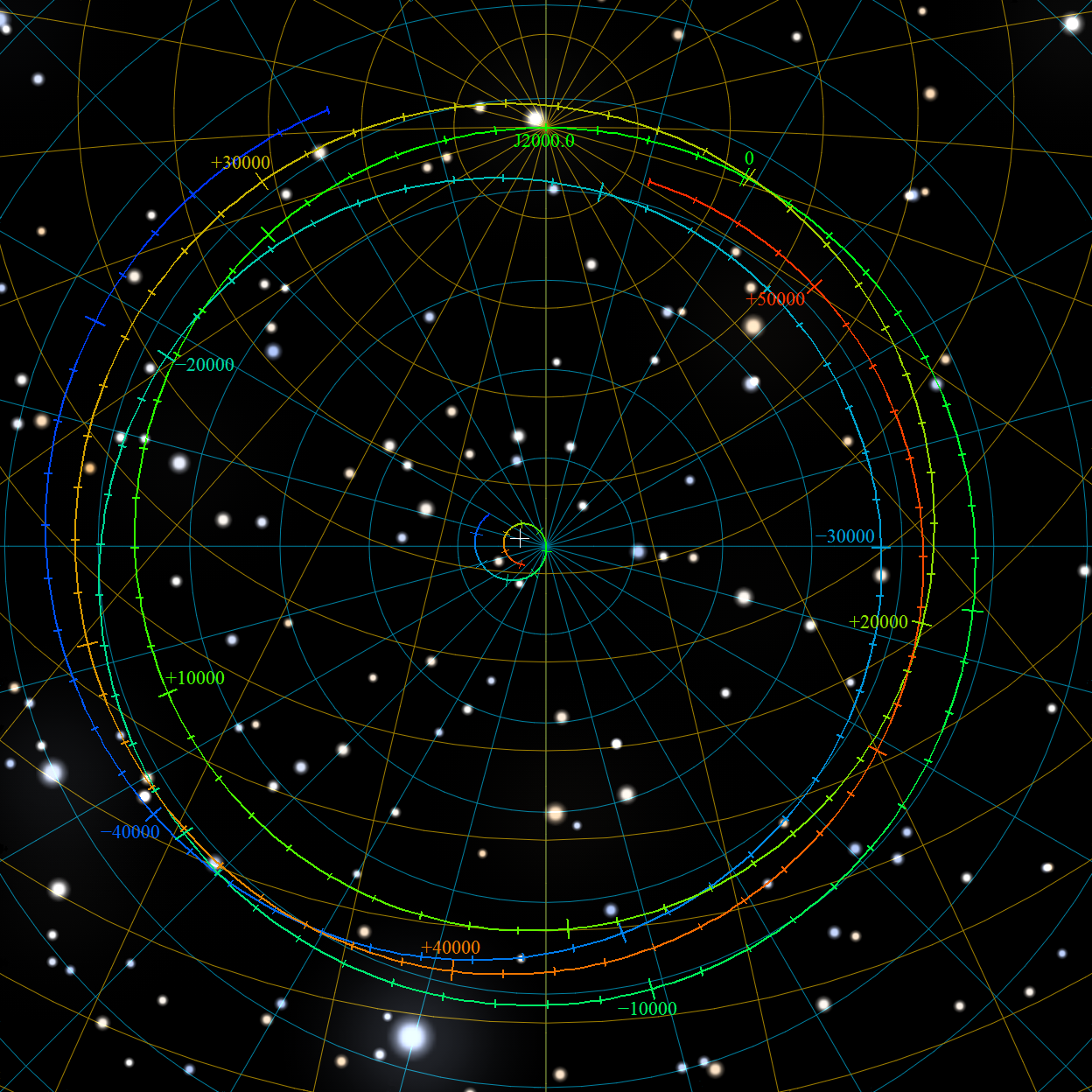
La projection du chemin de précession du pôle Nord sur le ciel fixe de l'époque J2000.0 pour l'intervalle de temps de 48000 avant notre ère à 52000 notre ère.

La direction de l’axe de rotation d’un objet céleste se modifie continuellement au cours du temps, sous l'événement principal du phénomène de précession des équinoxes. Par conséquent, une étoile considérée polaire (nord ou sud) à une époque, parce qu'elle est plus ou moins alignée avec l'axe de rotation de cet objet céleste à ce moment, ne pourra plus servir de repère polaire à un autre moment du cycle de précession des équinoxes.
La précession des équinoxes étant cyclique, une étoile qui était polaire à un moment peut le redevenir, à condition que son mouvement propre (son déplacement par rapport aux autres étoiles) ne l'ait pas excessivement écartée de la trajectoire à peu près circulaire du pôle céleste correspondant (nord ou sud) autour du pôle écliptique (également nord ou sud).
Sur Terre, le cycle de précession des équinoxes dure actuellement environ 26 000 ans. De ce fait, l'axe de rotation pointe dans les mêmes directions nord et sud au terme de la même période, désignant comme polaires à peu près les mêmes étoiles d'un cycle à l'autre. Parmi les étoiles ayant été susceptibles de servir d’étoiles polaires à d’autres époques, on peut citer α Lyrae (Véga) (il y a environ 14 000 ans, mais de façon assez imparfaite, puisque jamais à moins de 5° du pôle nord céleste), Kochab, Pherkad, ι Cephei, κ Draconis, θ Bootis et α Draconis (l'étoile polaire nord avant Polaris).
Le tableau suivant regroupe les différentes étoiles de magnitude apparente inférieure à 3,5 qui seront les plus proches du pôle nord céleste à un moment donné du cycle de précession. Il ne s’agit pas forcément des étoiles visibles à l’œil nu les plus proches, et les valeurs numériques données sont des approximations très larges.
| Étoile     | Magnitude apparente | Période | Période | Distance minimale | Distance minimale |
| Étoile     | Magnitude apparente | Début   | Fin     | Année             | Angle (°)         |
| ---------- | ------------------- | ------- | ------- | ----------------- | ----------------- |
| Polaris    | 2,0                 | 450     | 3100    | 2100              | 0,4               |
| γ Cephei   | 3,2                 | 3100    | 5300    | 4200              | 0,3               |
| ι Cephei   | 3,5                 | 5300    | 7100    | 6400              | 0,4               |
| α Cephei   | 2,4                 | 7100    | 9300    | 7600              | 3,6               |
| η Cephei   | 3,4                 | 9300    | 9400    | 9300              | 9,6               |
| Deneb      | 1,2                 | 9400    | 11600   | 10900             | 3,5               |
| δ Cygni    | 2,9                 | 11600   | 13700   | 12500             | 0,6               |
| Véga       | 0,03                | 13700   | 15700   | 14600             | 3,9               |
| π Herculis | 3,2                 | 15700   | 16900   | 16400             | 6,8               |
| γ Draconis | 2,2                 | 16900   | 17600   | 16900             | 7,6               |
| η Herculis | 3,5                 | 17600   | 19200   | 18000             | 7,9               |
| ι Draconis | 3,3                 | 19200   | 23000   | 21300             | 3,1               |
| Pherkad    | 3,0                 | 23000   | 23100   | 23100             | 9,0               |
| Kochab     | 2,1                 | 23100   | 26200   | 24700             | 3,7               |

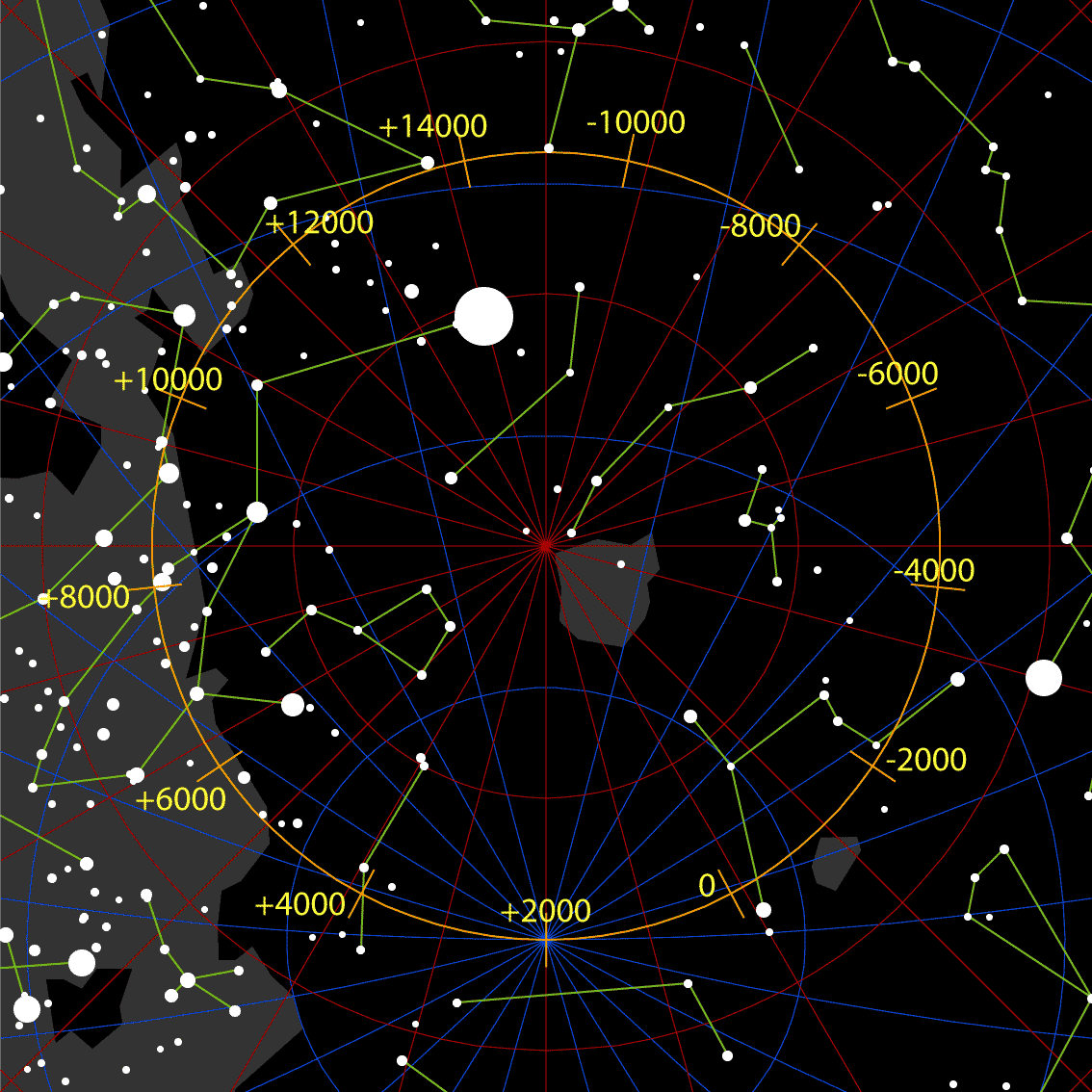
Trajet du pôle sud sur la voûte céleste, centré sur notre époque, dû à la précession.

Le tableau suivant fait la même chose pour le pôle sud céleste.
| Étoile     | Magnitude apparente | Période | Période | Distance minimale | Distance minimale |
| Étoile     | Magnitude apparente | Début   | Fin     | Année             | Angle (°)         |
| ---------- | ------------------- | ------- | ------- | ----------------- | ----------------- |
| β Hydri    | 2,8                 | 1300    | 5100    | 4150              | 3,5               |
| γ Hydri    | 3,2                 | 5100    | 6300    | 5100              | 6,9               |
| α Hydri    | 2,9                 | 6300    | 7500    | 6500              | 8,5               |
| α Reticuli | 3,3                 | 7500    | 8400    | 8400              | 9,4               |
| α Doradus  | 3,3                 | 8400    | 12100   | 10000             | 5,0               |
| β Columbae | 3,1                 | 12100   | 13000   | 13000             | 9,8               |
| ν Puppis   | 3,2                 | 13000   | 15700   | 14700             | 0,2               |
| σ Puppis   | 3,2                 | 15700   | 17600   | 16600             | 1,1               |
| γ Velorum  | 1,8                 | 17600   | 19300   | 18500             | 1,1               |
| δ Velorum  | 1,9                 | 19300   | 19800   | 19300             | 4,4               |
| φ Velorum  | 3,5                 | 19800   | 20500   | 20500             | 1,5               |
| κ Velorum  | 2,5                 | 20500   | 21000   | 20800             | 0,1               |
| N Velorum  | 3,2                 | 21000   | 21500   | 21000             | 1,4               |
| ι Carinae  | 2,2                 | 21500   | 21800   | 21500             | 2,9               |
| q Carinae  | 3,4                 | 21800   | 22500   | 22400             | 2,1               |
| θ Carinae  | 2,8                 | 22500   | 23400   | 22800             | 0,6               |
| ω Carinae  | 3,3                 | 23400   | 27000   | 23900             | 2,4               |

## Trouver le pôle céleste, Nord ou Sud, à l'aide des étoiles... Pourquoi et comment[9]?
Localiser le pôle céleste de son hémisphère a essentiellement trois utilités. La première, situer les points cardinaux, puisque le pôle céleste Sud montre la direction du Sud, comme le pôle céleste Nord indique le Nord. Dans ce but, on tient compte de la direction horizontale (l'azimut) montrée par le pôle céleste. Le second usage permet de déterminer la latitude de l'observateur. Ici, c'est la hauteur sur l'horizon (l'angle entre l'horizon et le pôle céleste) qui est évaluée (principe du sextant). Troisième fonction : On peut "Mettre en station" un système de visée astronomique équatorial portant, par exemple, un télescope.
Du fait qu'une étoile est rarement reconnaissable par elle-même à l'oeil nu, on identifie plutôt l'étoile polaire ou le pôle céleste en recourant à plusieurs étoiles et constellations voisines.

### Trouver le pôle Nord céleste en observant les étoiles
Actuellement, dans l’hémisphère nord, l’étoile polaire est α Ursae Minoris (α UMi, en abrégé), appelée par conséquent l'Étoile polaire  (avec une majuscule) en français[réf. souhaitée] ou Polaris en latin.
α UMi est une étoile brillante (la 48e plus brillante étoile du ciel actuel), ce qui la rend parfaitement adaptée pour indiquer le pôle nord céleste. Sa position moyenne (en tenant compte de la précession et du mouvement propre) atteindra la déclinaison maximale de + 89° 32' 23" en février 2102, soit 1 657 " ou 0,4603° du pôle nord céleste.[réf. souhaitée] Sa déclinaison apparente maximale (en tenant compte de la nutation de l’aberration) sera de + 89° 32' 50,62", soit 1 629 " ou 0,4526° du pôle nord céleste, le 24 mars 2100.
Afin de trouver et reconnaître à coup sûr Polaris, on prend généralement le repère de la constellation de la Grande Ourse. Pour mieux comprendre la méthode de localisation, on compare les sept étoiles principales d'Ursae Majoris à une casserole. L'étoile Polaire se trouve dans le prolongement du bord de la casserole opposé à la poignée. Plus précisément, on reporte cinq fois la hauteur de ce bord de la "casserole" ; l'étoile un peu moins lumineuse que l'on trouve là est la Polaire.

### Trouver le pôle Sud céleste grâce aux étoiles
Actuellement, σ Octantis (σ Oct, Polaris Australis) est l’étoile la plus proche du pôle sud céleste qu’il soit possible de voir à l’œil nu. Néanmoins avec une magnitude apparente de + 5,42, σ Oct est trop peu lumineuse pour être vraiment utile.
La technique la plus couramment employée situe approximativement, mais aisément, le pôle céleste Sud. On prend le repère de la constellation de la Croix du Sud, considérée comme une croix latine (dont le bras le plus long serait normalement le pied). À partir du "poteau" (le pied augmenté de la branche supérieure) de la croix imaginaire formée par les étoiles de cette constellation, on reporte sa hauteur quatre fois et demie en direction de son pied. Le point virtuel trouvé se situe à moins de 3° du pôle céleste Sud.
Bien que certains citent β Hydri comme étoile polaire Sud, du fait de sa magnitude apparente de 2,80, son éloignement actuel de presque 13° du pôle céleste Sud en donne une approximation très insuffisante pour être utilisable précisément de nos jours. Cette étoile deviendra une polaire pertinente autour de l'an 4150, lorsqu'elle apparaîtra au plus près du pôle céleste Sud, à 3,5°.

## Etoiles polaires d'autres corps célestes
Sur d’autres objets célestes, il est possible de définir des étoiles polaires de façon analogue à celles de la Terre. L'axe de ces objets étant orienté différemment de celui de la Terre (inclinaison sur l'écliptique), les étoiles polaires résultantes diffèrent également.
| Astre | Étoile polaire nord | Étoile polaire sud |
| Terre | α Ursae Minoris     | σ Octantis         |
| Lune  | ο Draconis          | δ Doradus          |

| Astre   | Étoile polaire nord                                                                        | Étoile polaire sud                   |
| Mercure | ο Draconis                                                                                 | α Pictoris                           |
| Vénus   | 42 Draconis                                                                                | η1 Doradus (en)                      |
|         |                                                                                            |                                      |
| Mars    | Les deux étoiles de la pointe de la constellation du Cygne : Sadr (γ Cyg) et Deneb (α Cyg) | κ Velorum (à 2° du pôle sud céleste) |
| Jupiter | À 2° de ζ Draconis                                                                         | À 2° de δ Doradus                    |
| Saturne | Dans la région nord de la constellation de Céphée, à 6° de Polaris                         | δ Octantis                           |
| Uranus  | η Ophiuchi                                                                                 | 15 Orionis                           |
| Neptune | Entre γ et δ Cygni                                                                         | γ Velorum                            |